# 尼科劳斯·瓦赫斯曼
尼科劳斯·丹尼尔·瓦赫斯曼（Nikolaus Daniel Wachsmann，1971年—）是一位研究欧洲现代史的教授，他也是伦敦大学伯贝克学院的历史、古典与考古系教授。

## 生平
瓦赫斯曼生于慕尼黑。他在英国的倫敦政治經濟學院取得了理學學士学位（BSc），在剑桥大学取得了哲學碩士学位（MPhil），在伦敦大学伯贝克学院取得了哲學博士学位。
1998年，瓦赫斯曼成為剑桥大学唐宁学院研究员。他后来曾在谢菲尔德大学担任讲师。2005年，他进入伦敦大学伯贝克学院的历史、古典与考古系。2016年，他獲得马克·林顿历史奖。